# FY-5
FY-5 Fan-Ying-5(中国名：反応-5)は中国人民解放軍で使用されている第二世代の爆発反応装甲で山西省の中北大学で開発された。

## 概要
均質圧延鋼装甲換算で400mm以上の防御力を有し、HEAT弾だけでなく運動エネルギー弾に対する防御能力も兼ね備えているのが特徴である。
99式戦車や96式戦車に搭載されている。